# Ministerstwo Finansów Litwy
Ministerstwo Finansów Republiki Litewskiej (lit. Lietuvos Respublikos finansų ministerija) – departamentem rządowym Republiki Litewskiej. Jego misją jest formułowanie i wdrażanie skutecznej polityki finansów publicznych w celu zapewnienia stabilności makroekonomicznej kraju i rozwoju gospodarczego. Od 2020 szefową Ministerstwa Finansów jest Gintarė Skaistė.

## Lista Ministrów
| Lp.   | Zdjęcie | Imię i nazwisko (partia polityczna)                                                | Objęcie urzędu | Złożenie urzędu | Długość urzędowania | Rząd                                                        |
| ----- | ------- | ---------------------------------------------------------------------------------- | -------------- | --------------- | ------------------- | ----------------------------------------------------------- |
| 1.    |         | Romualdas Sikorskis (1926-1997)                                                    | 17.01.1990     | 10.01.1991      | 358 dni             | Rząd Kazimiry Prunskienė                                    |
| 2.    |         | Elvyra Janina Kunevičienė LPKTS (ur. 1939)                                         | 10.01.1991     | 13.01.1991      | 3 dni               | Rząd Albertasa Šimėnasa                                     |
| 3.    |         | Audrius Misevičius (ur. 1959)                                                      | 13.01.1991     | 21.07.1992      | 554 dni             | Pierwszy rząd Gediminasa Vagnoriusa                         |
| 4.    |         | Eduardas Vilkelis (1953 - 2023)                                                    | 21.07.1992     | 17.12.1992      | 149 dni             | Rząd Aleksandrasa Abišali                                   |
| 5.    |         | Vytautas Einoris LDDP (1930-2019)                                                  | 17.12.1992     | 31.03.1993      | 103 dni             | Rząd Bronislovasa Lubysa                                    |
| 6.    |         | Algimantas Križinauskas (ur. 1958)                                                 | 31.03.1993     | 10.02.1995      | 681 dni             | Adolfas Šleževičius                                         |
| 7.    |         | Rolandas Matiliauskas                                                              | 10.02.1995     | 19.03.1997      | 768 dni             | Drugi rząd Gediminasa Vagnoriusa                            |
| 8.    |         | Algirdas Šemeta Związek Ojczyzny – Litewscy Chrześcijańscy Demokraci (ur. 1962)    | 19.03.1997     | 10.06.1999      | 812 dni             | 1. Drugi rząd Gediminasa Vagnoriusa 2. rząd Irena Degutienė |
| 9.    |         | Jonas Lionginas Związek Ojczyzny – Litewscy Chrześcijańscy Demokraci (ur. 1956)    | 10.06.1999     | 11.11.1999      | 154 dni             | rząd Irena Degutienė                                        |
| 10.   |         | Vytautas Dudėnas Związek Ojczyzny – Litewscy Chrześcijańscy Demokraci (ur. 1937)   | 11.11.1999     | 9.11.2000       | 364 dni             | rząd Andriusa Kubiliusa                                     |
| (9.)  |         | Jonas Lionginas Związek Ojczyzny – Litewscy Chrześcijańscy Demokraci (ur. 1956)    | 9.11.2000      | 12.07.2001      | 244 dni             | rząd Rolandasa Paksasa                                      |
| 11.   |         | Dalia Grybauskaitė Związek Ojczyzny – Litewscy Chrześcijańscy Demokraci (ur. 1956) | 12.07.2001     | 30.04.2004      | 1 023 dni           | Pierwszy rząd Algirdasa Brazauskasa                         |
| 12.   |         | Algirdas Butkevičius LPS (ur. 1958)                                                | 4.05.2004      | 14.05.2005      | 375 dni             | Drugi rząd Algirdasa Brazauskasa                            |
| 13.   |         | Zigmantas Balčytis LPS (ur. 1953)                                                  | 18.07.2005     | 16.05.2007      | 667 dni             | Drugi rząd Algirdasa Brazauskasa                            |
| 14.   |         | Rimantas Šadžius LPS (ur. 1960)                                                    | 16.05.2007     | 9.12.2008       | 573 dni             | Rząd Gediminasa Kirkilasa                                   |
| (8.)  |         | Algirdas Šemeta Związek Ojczyzny – Litewscy Chrześcijańscy Demokraci (ur. 1962)    | 9.12.2008      | 30.06.2009      | 202 dni             | Drugi rząd Andriusa Kubiliusa                               |
| 15.   |         | Ingrida Šimonytė Związek Ojczyzny – Litewscy Chrześcijańscy Demokraci (ur. 1974)   | 3.07.2009      | 13.12.2012      | 1 232 dni           | Drugi rząd Andriusa Kubiliusa                               |
| (14.) |         | Rimantas Šadžius LPS (ur. 1960)                                                    | 13.12.2012     | 23.06.2016      | 1 287 dni           | Rząd Algirdasa Butkevičiusa                                 |
| 16.   |         | Rasa Budbergytė LPS (ur. 1960)                                                     | 23.06.2016     | 13.12.2016      | 173 dni             | Rząd Algirdasa Butkevičiusa                                 |
| 17.   |         | Vilius Šapoka (ur. 1978)                                                           | 13.12.2016     | 11.12.2020      | 1 459 dni           | Sauliusa Skvernelisa                                        |
| 18.   |         | Gintarė Skaistė Związek Ojczyzny – Litewscy Chrześcijańscy Demokraci (ur. 1981)    | 11.12.2020     | nadal           |                     | Rząd Ingridy Šimonytė                                       |